# Stadio 7 aprile (Aleppo)
Lo stadio 7 aprile (in arabo ملعب السابع من نيسان‎?)  è uno stadio di calcistico di Aleppo, in Siria. Inaugurato nel 1948, ha una capienza di 12 000 posti ed è il più antico stadio siriano.

## Storia
L'impianto aprì nel 1948 con il nome di stadio municipale di Aleppo, poco dopo l'indipendenza della Siria. Nel 1977 fu ampliato fino a raggiungere una capienza di 12 000 posti e fu ridenominato stadio 7 aprile, per commemorare il trentennale della formazione del Partito Ba'th. Agli inizi degli anni ottanta il manto erboso naturale fu rimpiazzato da una superficie di plastica, rimossa nel 2001 e sostituita con erba sintetica.